# Martha Derthick
Martha A. Derthick (Chagrin Falls, Ohio, 1933 – Charlottesville, Virginia, 12 de enero de 2015) fue una politóloga estadounidense.
Miembro de Brookings Institution —después de pasar por Harvard como profesora—, fue autora de obras como Policymaking for Social Security (The Brookings Institution, 1969); Uncontrollable Spending for Social Services Grants (The Brookings Institution, 1975); o Agency under Stress: The Social Security Administration in American Government (The Brookings Institution, 1990); entre otras muchas.